# 塔爾莫·金克
塔爾莫·金克（1985年10月6日—）是一位愛沙尼亞足球運動員。在場上的位置是邊鋒。他也代表愛沙尼亞國家足球隊參賽。